# Campeonato Mundial de Piragüismo en Eslalon de 1949
El I Campeonato Mundial de Piragüismo en Eslalon se celebró en Ginebra (Suiza) entre el 30 y el 31 de agosto de 1949 bajo la organización de la Federación Internacional de Piragüismo (ICF) y la Federación Suiza de Piragüismo.
Las competiciones se realizaron en el canal de piragüismo en eslalon acondicionado en el río Arve, al este de la ciudad helvética.

## Medallistas

### Masculino
| Evento         | Oro | Plata | Bronce                                                        |
| -------------- | --- | --- | ------------------------------------------------------------- |
| F1 individual  | Othmar Eiterer · Austria · 594,1 pts.                                                                     | Hans Frühwirth · Austria · 601,7 pts.                                                                         | Werner Zimmermann · Suiza · 661,5 pts.                        |
| C1 individual  | Pierre d'Alençon Francia 528,0                                                                            | Paul Huguet Francia 807,5                                                                                     | Jan Brzák-Felix Checoslovaquia 1227,5                         |
| C2 individual  | Michel Duboille Jacques Rousseau Francia 1013,0                                                           | Claude Neveu Roger Paris Francia 1146,6                                                                       | Jan Brzák-Felix Bohumil Kudrna Checoslovaquia 1280,7          |
| F1 por equipos | Werner Zimmermann · Jean Engler · Eduard Kunz · Suiza · 2355,5                                            | Hans Frühwirth · Rudolf Pillwein · Josef Danek · Austria · 2606,9                                             | Bohuslav Fiala Alvin Jeschke Jiří Valeš Checoslovaquia 3374,1 |
| C1 por equipos | Pierre d'Alençon Paul Huguet Marcel Renaud Francia 3134,1                                                 | Jan Brzák-Felix Jiří Purchart Bohumil Karlík Checoslovaquia 4189,9                                            | —                                                             |
| C2 por equipos | Francia Michel Duboille / Jacques Rousseau Claude Neveu / Roger Paris René Gavinet / Simon Gavinet 3738,8 | Checoslovaquia Jan Brzák-Felix / Bohumil Kudrna Václav Nič / Miroslav Drastík Jan Šulc / Karel Koníček 5000,6 | —                                                             |

### Femenino
| Evento         | Oro                                                                         | Plata                                                             | Bronce                                   |
| -------------- | --------------------------------------------------------------------------- | ----------------------------------------------------------------- | ---------------------------------------- |
| F1 individual  | Heidi Pillwein · Austria · 408,8 pts.                                       | Friederike Schwingl · Austria · 435,1 pts.                        | Gerti Pertlwieser · Austria · 508,3 pts. |
| F1 por equipos | Heidi Pillwein · Friederike Schwingl · Gerti Pertlwieser · Austria · 1352,2 | Marie Fromaigeat · Elsa Oderholz · Janine Maulet · Suiza · 4189,9 | —                                        |

## Medallero
| Núm. | País           | Oro | Plata | Bronce | Total |
| ---- | -------------- | --- | ----- | ------ | ----- |
| 1    | Francia        | 4   | 2     | 0      | 6     |
| 2    | Austria        | 3   | 3     | 1      | 7     |
| 3    | Suiza          | 1   | 1     | 1      | 3     |
| 4    | Checoslovaquia | 0   | 2     | 3      | 5     |
|      | TOTAL          | 8   | 8     | 5      | 21    |